# Wii Chess
Wii Chess — спортивная компьютерная игра, посвящённая шахматам. Компания Nintendo выпустила эту шахматную программу для игровой приставки Wii на Европейский рынок 18 января 2008 года. Японская версия также вышла в 2008 году.

## Игровой процесс

Скриншот

Программа может хранить статистику побед и поражений для четырёх виртуальных игроков. Можно хранить и просматривать до 20 сыгранных партий.

### Управление
Управление в игре осуществляется при помощи клавиш Wii Remote контроллера, детектор движения не используется.
Доступна функция отмены последнего хода, но она отменяет не один последний ход а два, таким образом у обоих противников есть возможность поменять решение.

### Однопользовательская игра
Играя против системы можно выбрать один из 10 уровней «искусственного интеллекта».

### Многопользовательская игра
Игра вдвоем возможна как с одного джойстика, так и с нескольких. Когда используется больше одного джойстика, они работают постоянно (не отключаясь на время хода противника), что может создать небольшие неудобства.
Онлайн сервис Nintendo Wi-Fi Connection позволяет подбирать соперников в интернете. Есть возможность добавить партнера в список «друзей», перед началом партии с ними доступно больше видов контроля времени, чем при игре с незнакомцем.
Для интернет игр статистика представлена в виде «рейтинга» — каждый новый пользователь получает 1500 очков, каждая победа увеличивает их число, а поражения уменьшают, количество победных очков зависит от результата партии (мат, пат…) и разницы в рейтинге. Игроку потерявшему во время партии связь с интернетом засчитывается поражение (и отнимаются очки), а противник его получает премию как за победу.

#### Виды онлайн-партий
- Пятиминутный блиц.
- Бурные 20 минут. Время на партию жестко ограниченно — каждому игроку дается по 20 минут на все ходы.
- Настройка контроля времени (доступен только при игре с соперником из списка друзей).

## Техническая сторона игры
Игра использует loop express, доработанный шахматный движок loop, занявший третье место на пятнадцатом Всемирном Чемпионате Компьютерных Шахмат 2007 года в Амстердаме.